# Archäologisches Freilichtmuseum Groß Raden
Archäologische Freilichtmuseum Groß Raden er et tysk frilandsmuseum på en halvø ved søen Groß Radener See, 5 km nord for Sternberg i Mecklenburg-Vorpommern. Fra 1973 til 1980 fandt omfattende udgravninger sted, hvorunder resterne af en slavisk bosættelse fra det 9. og 10. århundrede blev afdækket. Borgkompleksetet blev rekonstrueret på baggrund af udgravningerne og indrettet som et arkæologisk frilandsmuseum.
Der er adgang frilandmuseet hele året, undtaget den 24. december. Parkeringspladsen befinder sig i landsbyen Groß Raden, ca. 1400 meter fra frilandsmuseet.
Efter Die Wende blev museet nedlagt og i første omgang støttet af en støtteforening. Museet drives nu af Landesamt für Kultur und Denkmalpflege Mecklenburg-Vorpommern. Den permanente udstilling blev revideret i 2015 og opdateret for at afspejle den nyeste forskning.
Siden 1973 havde arkæologerne omfattende forskning i området omkring søen begyndte man at bygge museet, som skulle tage udgangspunkt i udgravningerne der. Efter at museumsbygningen var færdig 1984, begyndte opførelsen af frilandsafdelingen.
Allerede i det 7. århundrede var der et tidligt slavisk borgområde omkring tre kilometer vest for det rekonstruerede område. Bygherrerne var sandsynligvis medlemmer af Sukow-Szeligi-gruppen, som var blandt de første slaviske immigranter i det nuværende Tyskland.
Fundene i to byggefaser: En befæstet ældre bebyggelse, der blev bygget omkring den anden halvdel af det 9. århundrede og ødelagt blot et par årtier senere, og en anden bebyggelse bygget kort efter. Med et areal på 7000 m² blev næsten halvdelen af det befolkede areal udgravet. Arkæologerne stødte på velbevarede fund, fordi bopladsområdet i århundreder udelukkende havde været brugt som græsgange. Desuden var organiske materialer på grund af den ekstremt høje grundvandsstand meget velbevarede, således at en stor del af træbygningselementerne blev fundet in situ.
Udgravningerne viste også, at de topografiske forhold havde ændret sig væsentligt siden slavisk bosættelse som følge af kontinuerlige tilslamningsprocesser. Nutidens halvø eksisterede ikke for 1000 år siden. Tværtimod lå borgmuren på en foranliggende ø, der kun var forbundet med bebyggelsen på den dengang meget mindre halvø via en bro. Den befolkede halvø var beskyttet af både en 4,5 meter bred grøft og en enkeltrækket palisade med en kampvæg. Den eneste adgang var en  med en bro, der blev rekonstrueret i 2009. I de første årtier bestod hovedbebyggelsen formentlig af omkring 40 huse, der stod tæt sammen. Disse havde en næsten identisk konstruktion med et gulvareal på 4 × 5 meter, et simpelt sandgulv og et ildsted.
Omkring år 900 blev bebyggelsen fuldstændig ødelagt. Dette er indikeret med tydelige tegn på brand, især i området ved palisaden og indgangsporten. Helligdommen blev heller ikke skånet. Bebyggelsen blev derefter hurtigt genopbygget, men denne gang blev husene bygget af træ. Med etagearealer på op til 45 m² var de også væsentligt større end de ældre
lerklininghuse. Placeringen af det ødelagte tempel forblev urørt, selve helligdommen blev flyttet til øen i en helt anden konstruktion. For at beskytte den blev der bygget en cirkulær, 10 meter høj borgmur med en indvendig diameter på 25 meter. Som ekstra sikkerhed blev der bygget en kontrolpost i form af en portbygning på broen halvvejs til tempelet.
I slutningen af det 10. århundrede blev bebyggelsen endelig opgivet, efter at den sandsynligvis blev ødelagt igen. Årsagerne til ødelæggelsen er ikke klare, men der ser ud til at der sandsynligvis kan være en forbindelse med et historisk felttog af Otto 3. i 995 mod slaverne, der boede i
Mecklenburg.
- Porthuset med bro og voldgrav
- Det rekokonstruerede tempel (facade)
- Hus med lerklinede vægge og stråtag
- Ringborgen (set indefra)